# Vincențiu

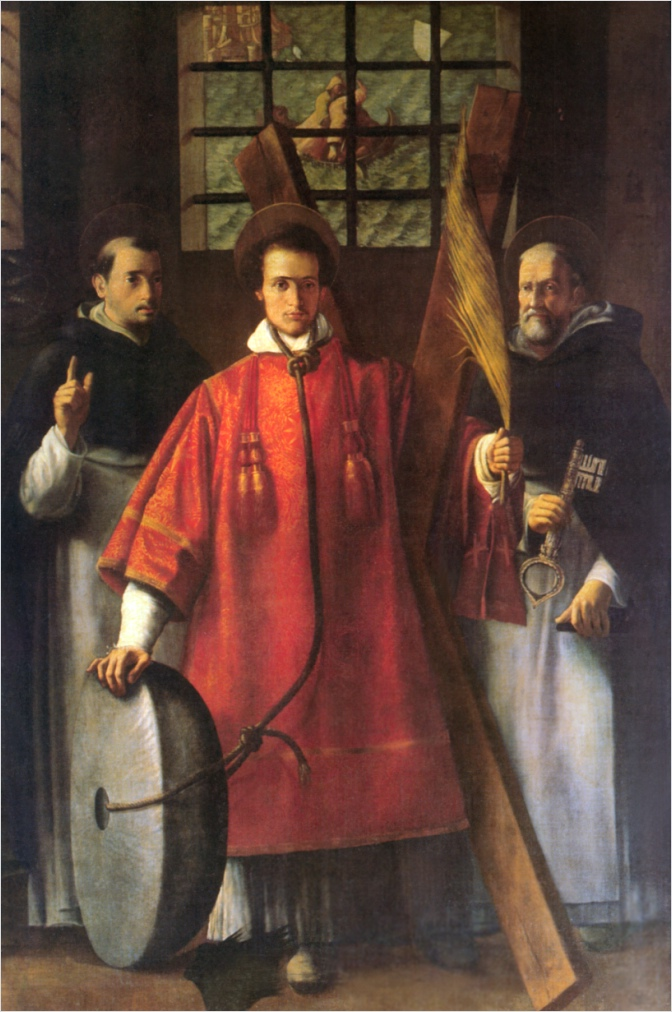
Sf. Vincenţiu în închisoare. Ulei pe pânză, autor anonim din sec. XVII

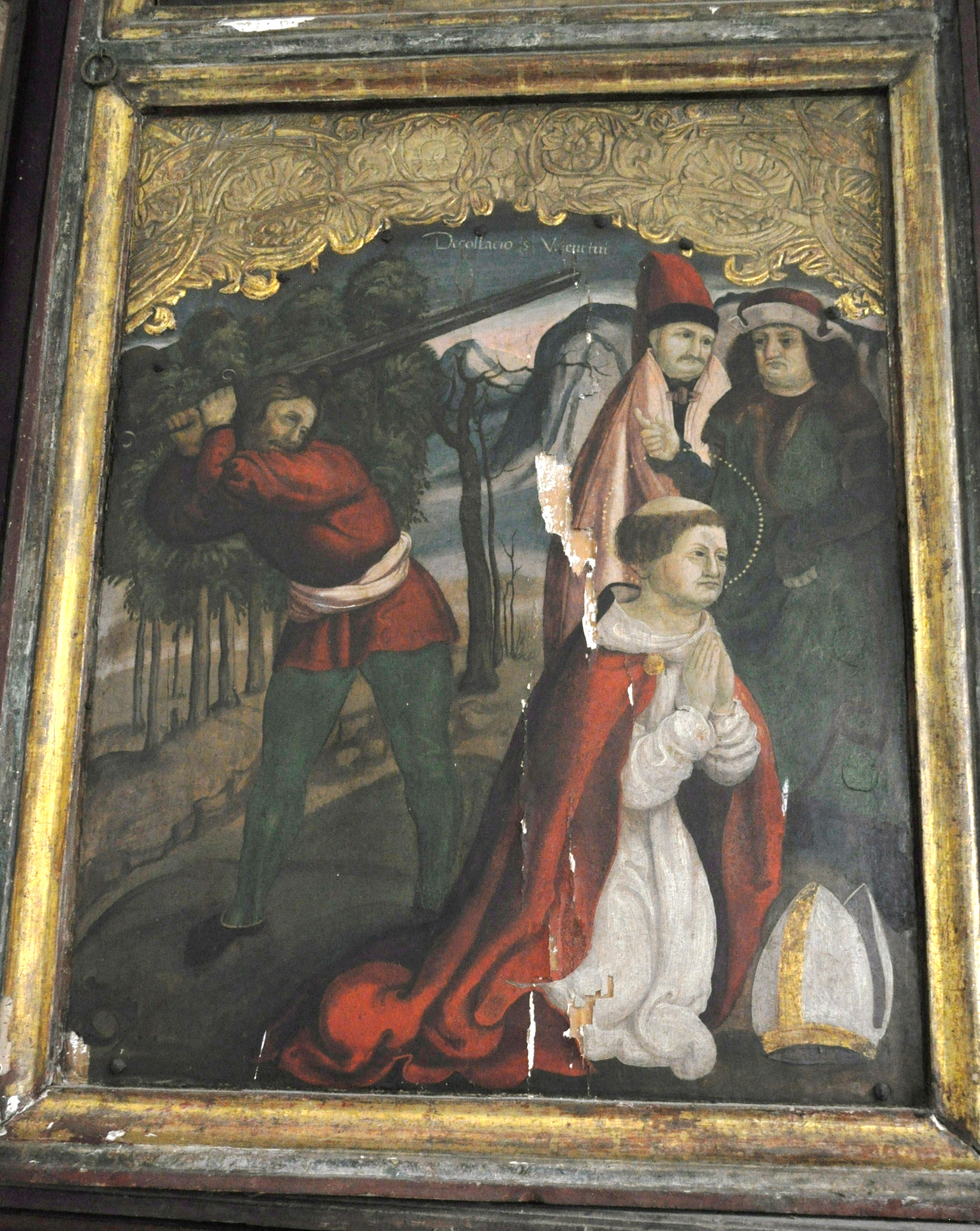
Decapitarea sfântului Vincenţiu. Ulei pe pânză, 1508, Biserica evanghelică din Tătârlaua

Sfântul Vincențiu (n. secolul al III-lea d.Hr., Osca⁠(d), Hispania⁠(d), Imperiul Roman – d. 304 d.Hr., Valentia Edetanorum⁠(d), Comunitatea Valenciană, Spania) a fost un diacon spaniol, sfânt martir.

## Viața
Fiind diacon al Bisericii din Zaragoza (Spania), a murit martir în timpul prigoanei lui Dioclețian, la Valencia, în Spania, după ce a fost chinuit cu cruzime. Împreună cu Ștefan și Laurențiu este unul din cei trei diaconi de seamă ai bisericii paleocreștine.
Relatarea martiriului său (cca. 304) a fost înflorită în stilul obișnuit la Roma și a contribuit la răspândirea cultului său în Biserică, nu numai în Spania și Galia, ci și la Roma și în Africa. Sf. Augustin de Hipona spunea despre el: „Unde este vreun ținut, vreo provincie a Imperiului roman sau a Bisericii, unde comemorarea anuală a lui Vincențiu să nu se sărbătorească cu bucurie?” Este sărbătorit în Biserica Catolică la 22 ianuarie.

## Toponimii
- Sfântul Vincențiu și Grenadinele, stat în Marea Caraibelor
- Vințu de Jos, Alba, localitate în județul Alba